# 塔里木理工学院
塔里木理工学院是位于中国新疆维吾尔自治区阿拉尔市的一所国有控股非营利性全日制民办本科普通高等学校。2025年首次招生，开设9个本科专业。